# Éparchie Notre-Dame-du-Liban de Los Angeles des Maronites
Pour les articles homonymes, voir éparchie Notre-Dame-du-Liban.
L'éparchie Notre-Dame-du-Liban de Los Angeles (en latin : eparchia Dominae Nostrae Libanensis in civitate Angelorum in California Maronitarum ; en anglais : eparchy of Our Lady of Lebanon of Los Angeles) est une Église particulière de l'Église maronite aux États-Unis.

## Histoire
L'éparchie Notre-Dame-du-Liban de Los Angeles (de rite maronite) est créée le 19 février 1994 par division de l'éparchie Saint-Maron de Brooklyn qui couvrait alors l'intégralité du territoire des États-Unis.

## Territoire
L'éparchie Notre-Dame-du-Liban de Los Angeles couvre trente-quatre États des États-Unis, à savoir : l'Alabama, l'Alaska, l'Arizona, l'Arkansas, la Californie, le Colorado, le Dakota du Nord, le Dakota du Sud, Hawaii, l'Idaho, l'Illinois, l'Indiana, l'Iowa, le Kansas, le Kentucky, la Louisiane, le Michigan, le Minnesota, le Mississippi, le Missouri, le Montana, le Nebraska, le Nevada, le Nouveau-Mexique, l'Ohio, l'Oklahoma, l'Oregon, le Tennessee, le Texas, l'Utah, la Virginie-Occidentale, Washington, le Wisconsin et le Wyoming.
Elle confine : au sud, avec Notre-Dame-des-Martyrs-du-Liban de Mexico, qui couvre le Mexique ; au nord, avec Saint-Maron de Montréal, qui couvre le Canada ; et, à l'ouest, avec Saint-Maron de Brooklyn, qui couvre le reste des États-Unis.

## Paroisses
| Paroisse            | État                 | Référence |
| ------------------- | -------------------- | --------- |
| Birmingham          | Alabama              | —         |
| Phoenix             | Arizona              | —         |
| Anaheim             | Californie           | —         |
| Los Angeles         | Californie           | —         |
| Millbrae            | Californie           | —         |
| Riverside           | Californie           | —         |
| San Diego           | Californie           | —         |
| West Covina         | Californie           | —         |
| San Fernando Valley | Californie           | —         |
| Denver              | Colorado             | —         |
| Lombard             | Illinois             | —         |
| Peoria              | Illinois             | —         |
| Louisville          | Kentucky             | —         |
| Bâton-Rouge         | Louisiane            | —         |
| Détroit             | Michigan             | —         |
| Flint               | Michigan             | —         |
| Livonia             | Michigan             | —         |
| Warren              | Michigan             | —         |
| Minneapolis         | Minnesota            | —         |
| Mendota Heights     | Minnesota            | —         |
| Saint-Louis         | Missouri             | —         |
| Las Vegas           | Nevada               | —         |
| Cincinnati          | Ohio                 | —         |
| Cleveland           | Ohio                 | —         |
| Columbus            | Ohio                 | —         |
| Dayton              | Ohio                 | —         |
| Fairlawn            | Ohio                 | —         |
| North Jackson       | Ohio                 | —         |
| Youngstown          | Ohio                 | —         |
| Norman              | Oklahoma             | —         |
| Tulsa               | Oklahoma             | —         |
| Portland            | Oregon               | —         |
| Austin              | Texas                | —         |
| El Paso             | Texas                | —         |
| Houston             | Texas                | —         |
| Lewisville          | Texas                | —         |
| San Antonio         | Texas                | —         |
| Murray              | Utah                 | —         |
| Wheeling            | Virginie-Occidentale | —         |

## Cathédrales
La cathédrale Saint-Pierre (en) de Los Angeles est l'église cathédrale de l'éparchie.
La cathédrale Saint-Raymond (en) de Saint-Louis est l'église co-cathédrale de l'éparchie.

## Sont éparques
- 19 février 1994-20 novembre 2000 : John George Chedid (en)
- 5 décembre 2000-10 juillet 2013 : Robert Joseph Shaheen (en)
- depuis le 10 juillet 2013 : Abdallah Elias Zaidan (en)